# Финдли, Рут
Рут Финдли (англ. Ruth Findlay; 19 сентября 1896—13 июля 1949) — американская театральная актриса, пик активности которой пришёлся на начало XX века.

## Биография
Родилась 19 сентября 1896 года в Хейтс, неподалёку от Джерси-Сити, в штате Нью-Джерси. Её родители Джон и Маргарет Финдли были родом из Шотландии. В частности её отец родился в Глазго под именем Макферсон.
Детство Финдли провела в Нью Йорке, где училась в частных школах. Её первый выход на сцену состоялся в двенадцать лет в пьесах «Капустник Миссис Виггс» и «Моя крошка» в Daly’s Theatre. Несколько лет спустя Рут получила свою первую роль в постановке «Ребекка из фермы «Саннибрук»», а в 1917 году обрела успех, сыграв Маргариту в пьесе «Успешное бедствие» на подмостках бродвейского Booth Theatre. В ноябре 1920 года Рут, будучи миниатюрной девушкой ростом 152 см, начала шестимесячный театральный «забег» — она играла Тома Кленти и Эдуарда VI в постановке «Принц и нищий» в Booth Theatre.
В 1941—1942 годах Рут Финдли в последний раз играла в бродвейском театре «Music Box Theatre», исполняя роль Деборы Хокс в постановке «Земля невест».
В ранние года своей карьеры Финдли снялась в шести немых фильмах, выпущенных до 1920 года. Наиболее примечательной ролью стала Дора Бакстер в фильме «Саламандра» (1916), основанном на одноимённом романе 1913 года Оуэна Джонсона. За свою карьеру Рут снялась вместе с такими популярными актёрами, как Уильям Джилетт, Уильям Фарнум, Юджин О’Брайан, Лайонел Берримор и Уильям Фавершам. Финдли оставила карьеру в течение года после заключения брака с банкиром Дональдом У. Лэмбом в 1927 году. Только в 1941 году она вернулась с пенсии, чтобы сыграть роль в пьесе «Земля невест», написанной Джорджом С. Кауфманом и Эдной Фербер.
Скончалась в Нью-Йорке 13 июля 1949 года в Нью-Йорке. Её пережили: муж, три сестры и брат.